# 浅間神社 (笛吹市)

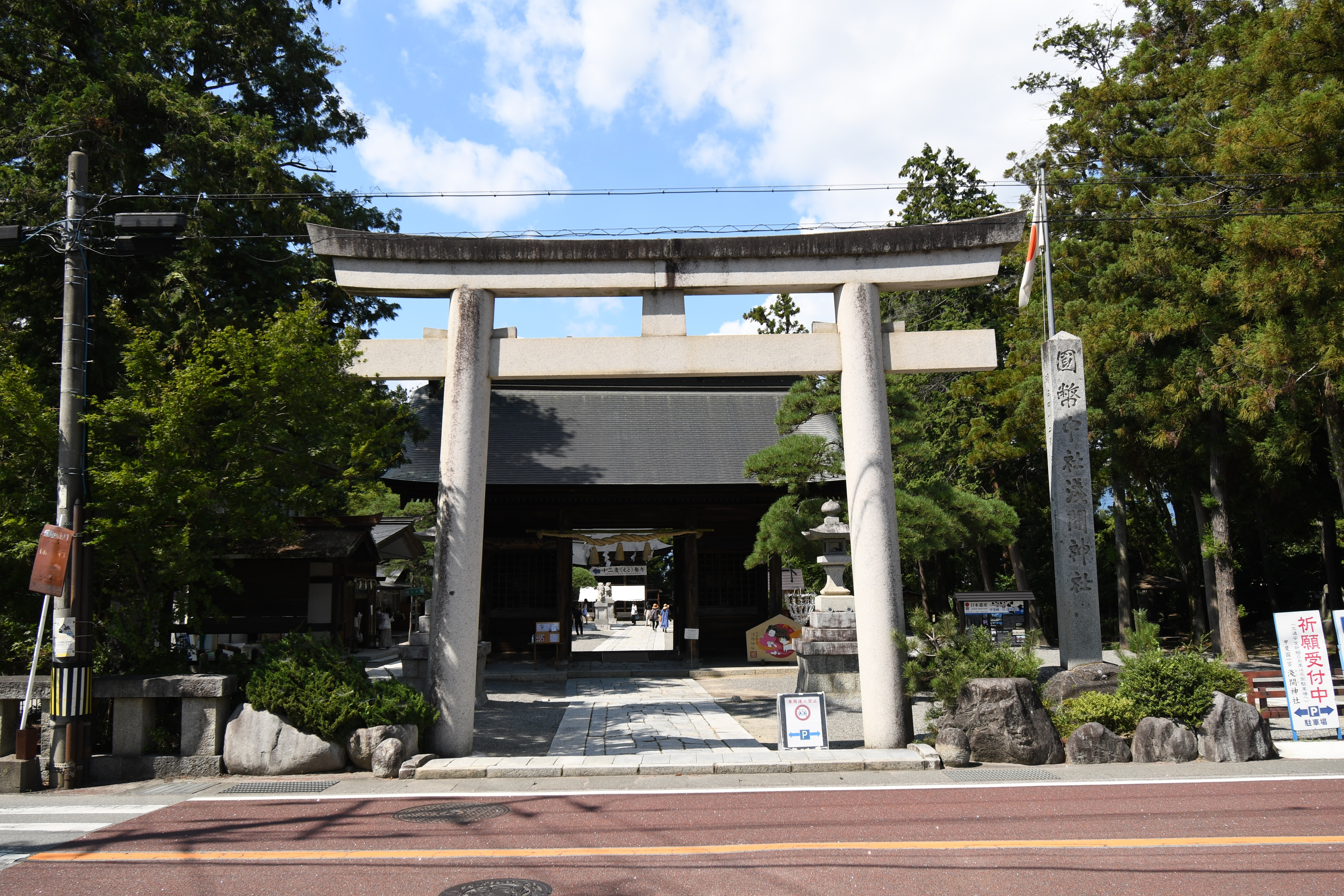
二の鳥居

浅間神社（あさまじんじゃ）は、山梨県笛吹市一宮町一宮にある神社。式内社（名神大社）論社、甲斐国一宮。旧社格は国幣中社で、現在は神社本庁の別表神社。
全国にある浅間神社の1つ。甲斐国一宮であることから「一宮浅間神社」と通称され、「一宮さん」とも呼ばれている。

## 祭神
現在の祭神は次の1柱。
- 木花開耶姫命（このはなさくやひめのみこと）
富士山を神格化した神。もと山宮神社に祀られていた3柱のうちの1柱で、木花開耶姫命のみ遷座したという。

## 歴史
社伝では垂仁天皇8年正月に神山の麓（現 摂社山宮神社）で創建され、貞観7年（865年）旧暦12月9日現在地に遷座したという。一帯は古代甲斐国の中心地で、付近には甲斐国分寺跡・甲斐国分尼寺跡が残っている。
『延喜式神名帳』で名神大社に列格する「甲斐国八代郡 浅間神社」の論社の一社である。また、平安時代末期より甲斐国一宮とされたとしている。ただし、当社の鎮座地は旧山梨郡であることや、他に甲斐国一宮を称する神社もあることから、名神大社および甲斐国一宮は当社ではないとする説もある。『日本三代実録』によれば、貞観6年（864年）に起きた富士山の貞観大噴火を受けて甲斐国でも浅間神を祀ることになり、翌貞観7年（865年）12月9日（旧暦）に甲斐国八代郡に浅間神社を建てて官社としたとある。その後、山梨郡にも同様に浅間神社を建てたとも記す。このことから、当社は「後に山梨郡に建てられた浅間神社」であるとする説が有力であるが、創建時は当地が八代郡内で「最初に八代郡に建てられた浅間神社」である可能性もある（詳細は「浅間神社#甲斐国」を参照）。摂社・山宮は元は神山を祭祀する神社であったと見て、甲府盆地の開発が進むとともに里宮に移り、のち浅間神（木花開耶姫命）の神格が与えられたとする考えもある。
当社は武田氏からの崇敬が篤く、関係文書も多く伝わっている。その頃以降、当社を一宮とする史料や当地にあった「一宮庄」の記載のある文書も見られ、一般に甲斐一宮として崇敬された。江戸時代に入ってからも江戸幕府から所領を安堵されるなど保護された。
1871年（明治4年）旧暦5月14日に近代社格制度において国幣中社に列し、戦後は別表神社となった。
神道では神に日本酒を「御神酒（おみき）」として奉納するが、一宮浅間神社では戦後の1965年（昭和40年）から山梨県で産出されたワインを御神酒として奉納することが行われている。

## 境内
境内の広さは1ha余り。松の裏に拝殿があり、参道とは直角方向を向く。拝殿は、江戸時代の寛文12年（1672年）造営。桁行7間・梁間3間の一重入母屋造唐破風向拝付で、屋根は銅板葺。笛吹市指定文化財に指定されている。
本殿瑞垣内向かって左手には夫婦梅が生育する。1花で2果（側面で癒着）を結ぶ珍種であり、山梨県指定天然記念物に指定されている。
なお、当社は富士山を祀る神社であるが、境内からは御坂山地の陰に隠れて富士山は見えず、本殿も富士山とは関係ない方角を向いている。

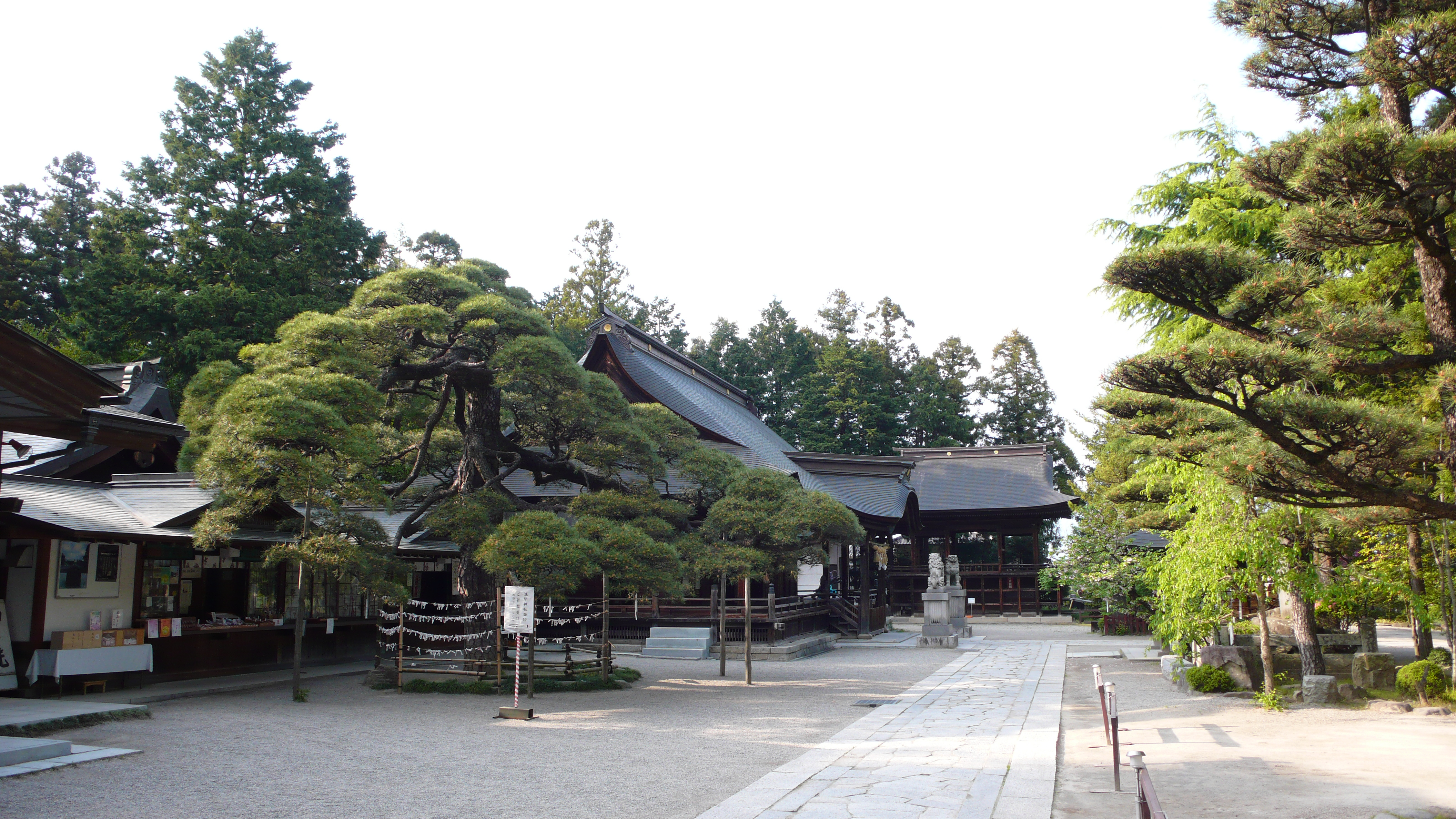
境内
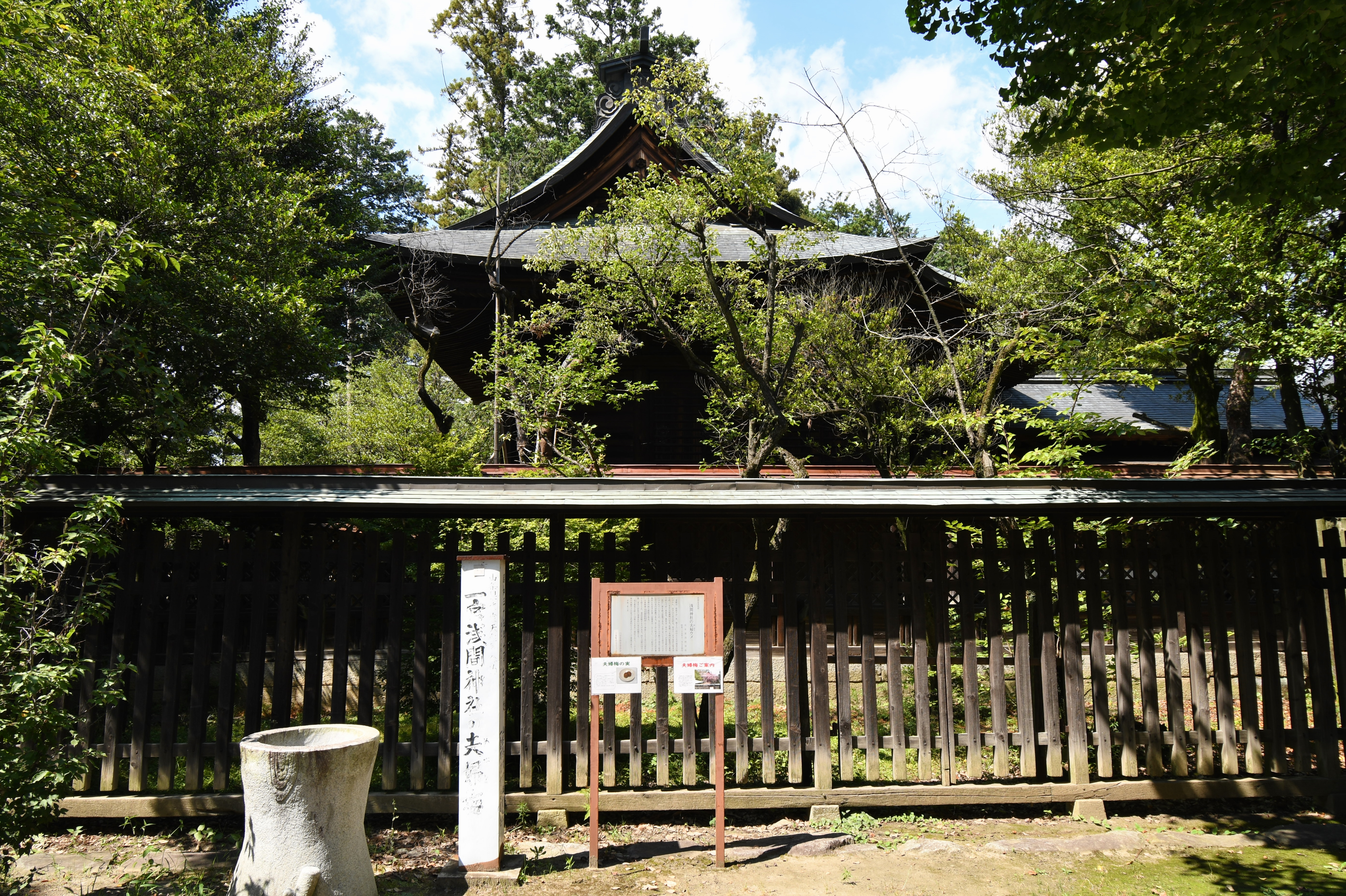
本殿・夫婦梅（山梨県天然記念物）
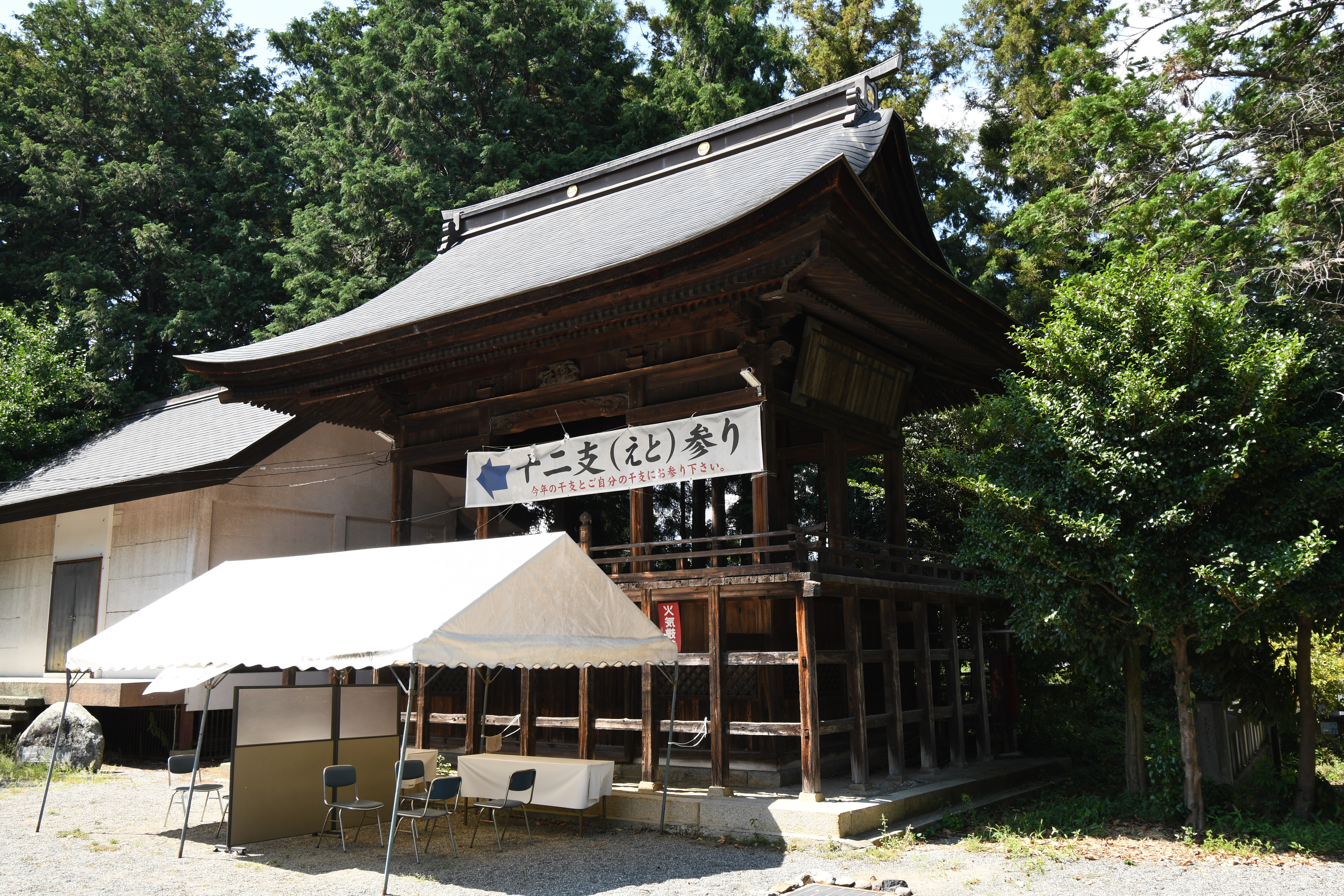
神楽殿
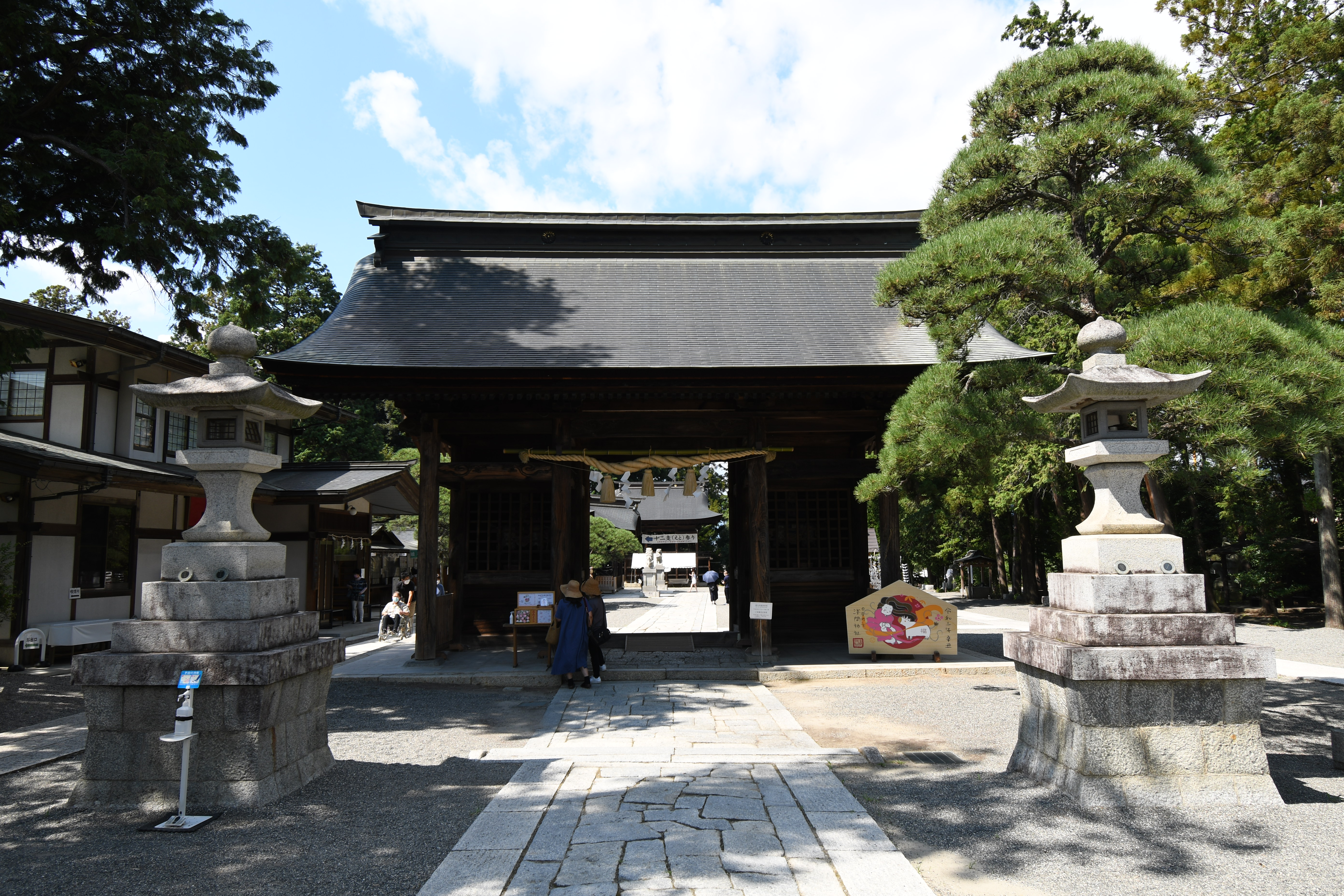
随身門
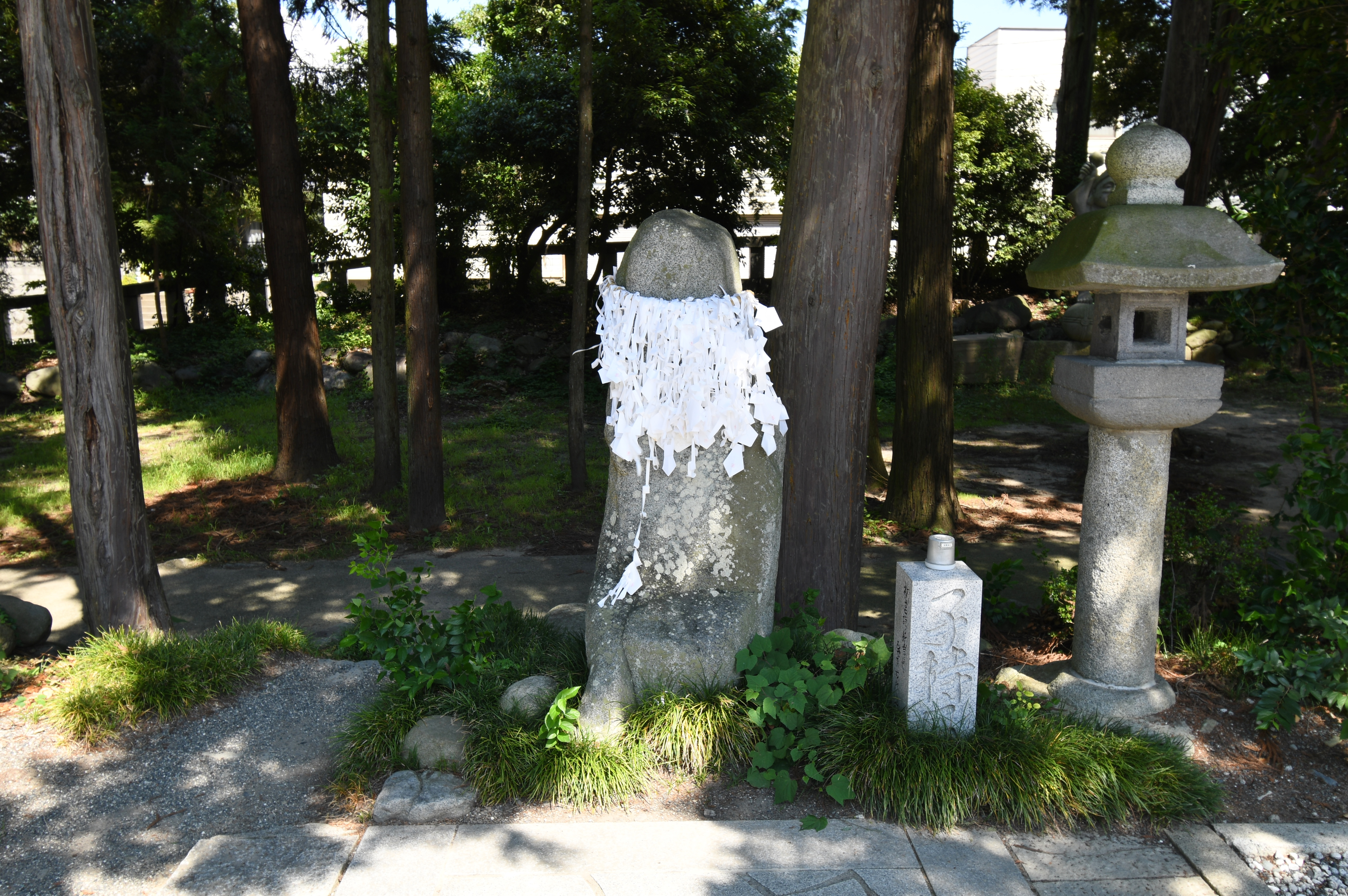
子持石
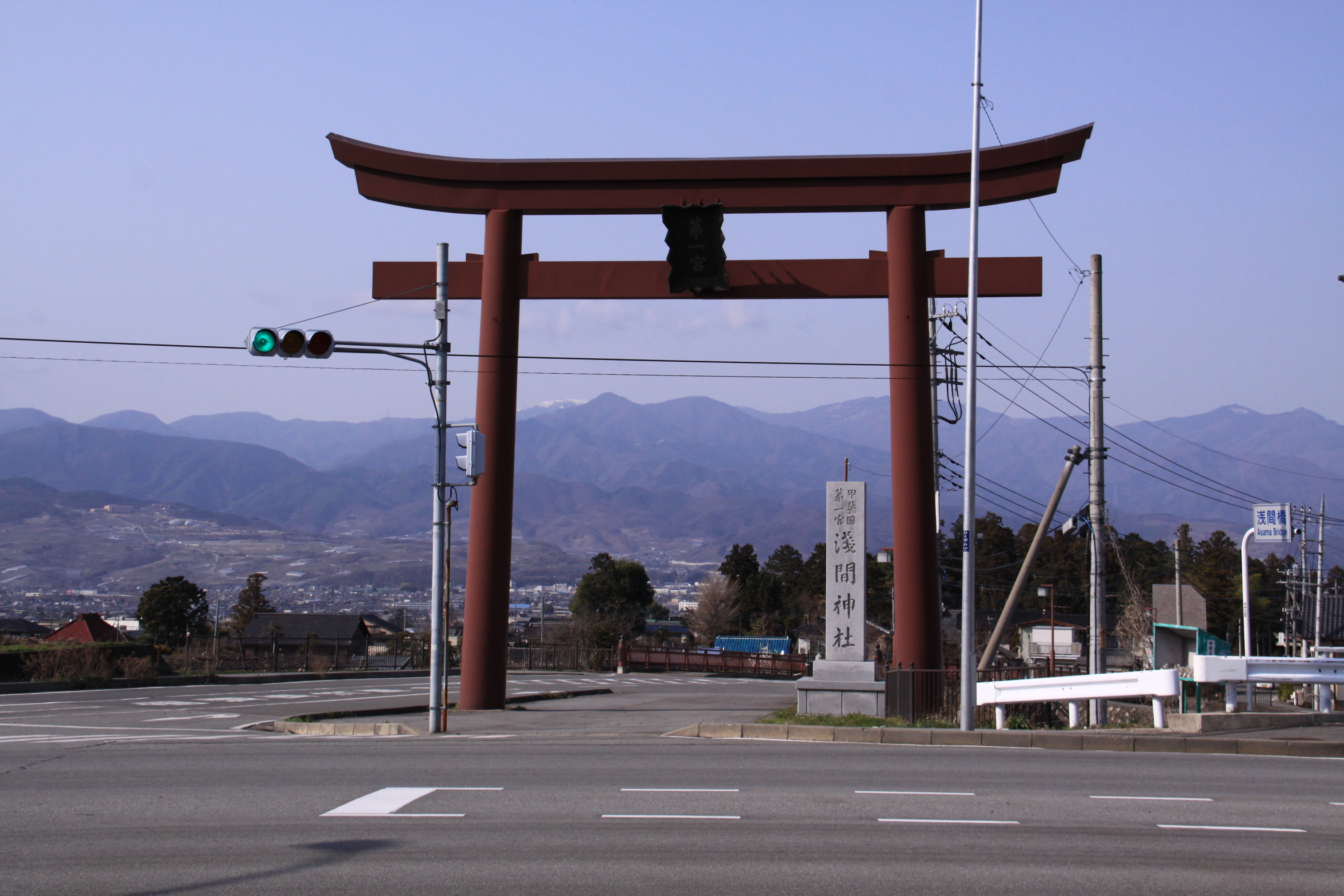
一の鳥居

## 摂末社

### 摂社
- 山宮神社（境外摂社）

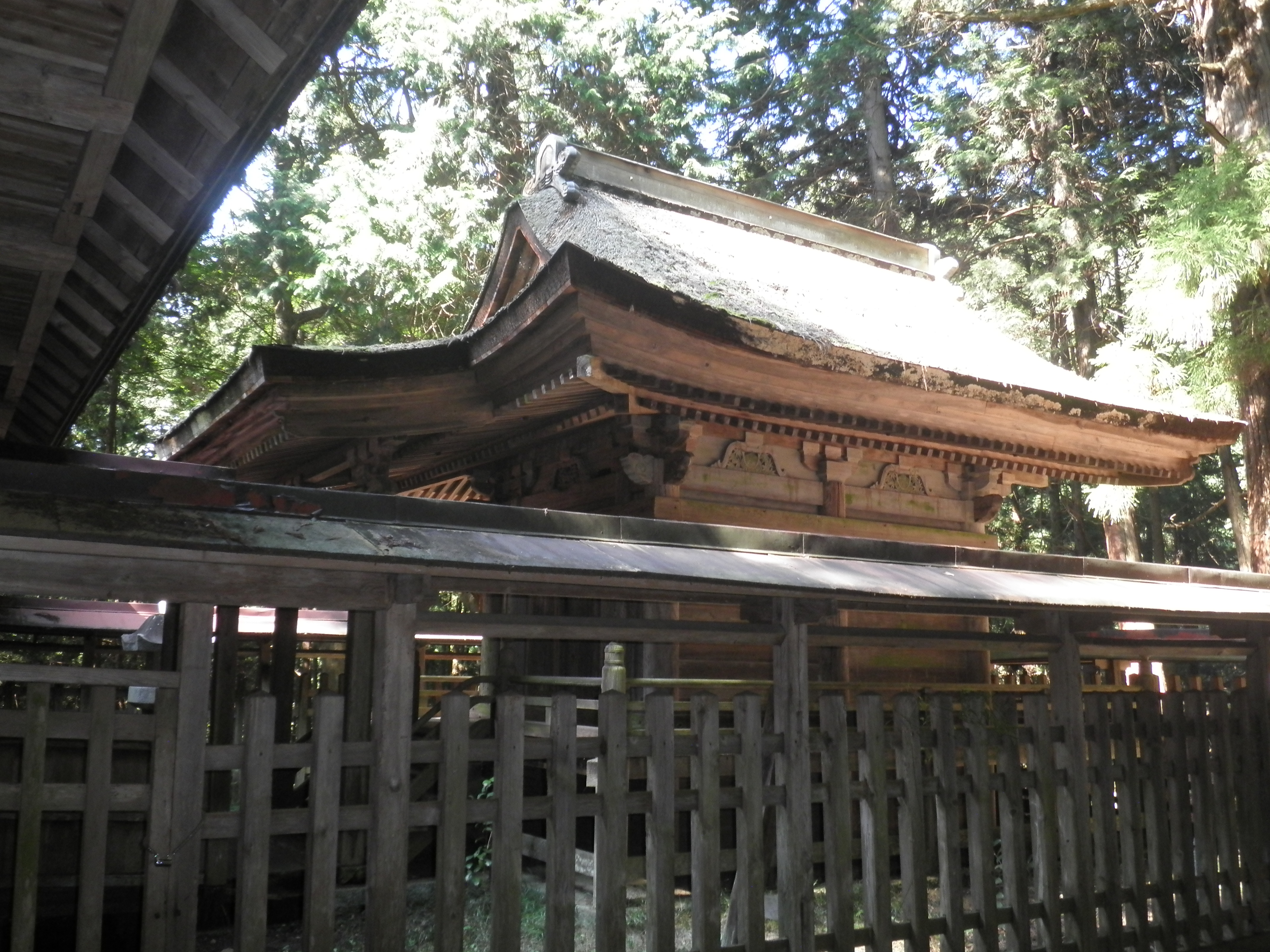
摂社山宮神社 本殿（国の重要文化財）

  - 鎮座地：笛吹市一宮町一ノ宮（飛び地、北緯35度38分02.31秒 東経138度42分50.33秒）
  - 祭神：大山祇神、瓊瓊杵命 -  木花開耶姫命の父神と夫神

本社南方、神山の麓に鎮座する。浅間神社創祀の地で、元宮にあたる。垂仁天皇8年の創建から貞観7年（865年）旧暦12月9日の遷座まで祭祀が行われ、遷座の際に祭神3柱のうち木花開耶姫命のみが里宮（現 本社）へ遷したとされる[4]。古くより3月15日に山宮神幸祭が行われ、本社から神輿が渡御する（現在は15日前後の日曜）。社殿は永禄元年（1558年）に再建されたもので、国の重要文化財に指定されている。

### 末社
- 境内社
  - 護国社
  - 七社 - 祭神：雨降大神、道祖神、稲荷大神、金刀比羅大神、六所大神、加具土大神、天満宮
  - 神明社
  - 真貞社 - 祭神：伴真貞（当社創祀時に託宣し、のちに祝となった）
- 境外社
  - 天神社

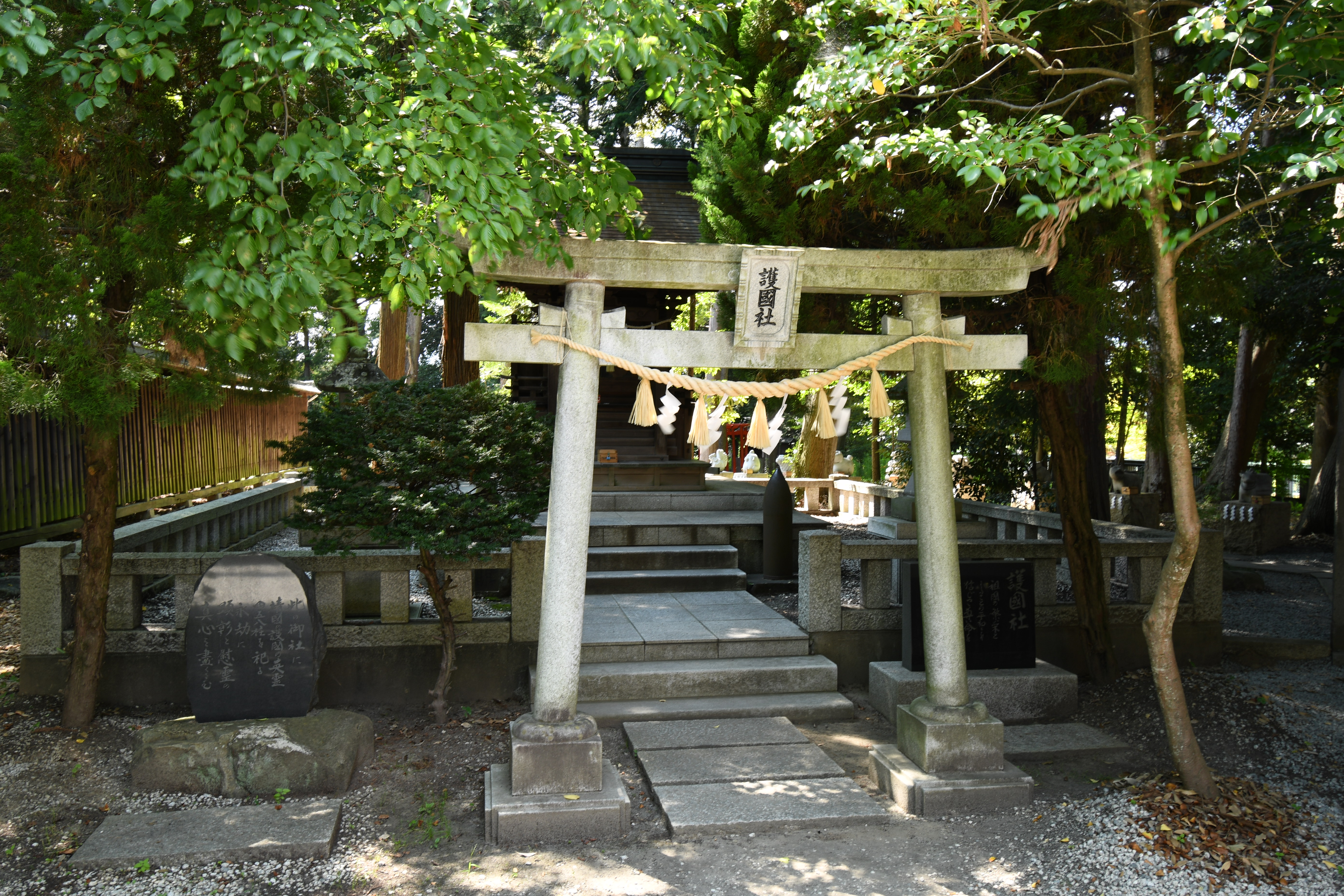
護国社
七社
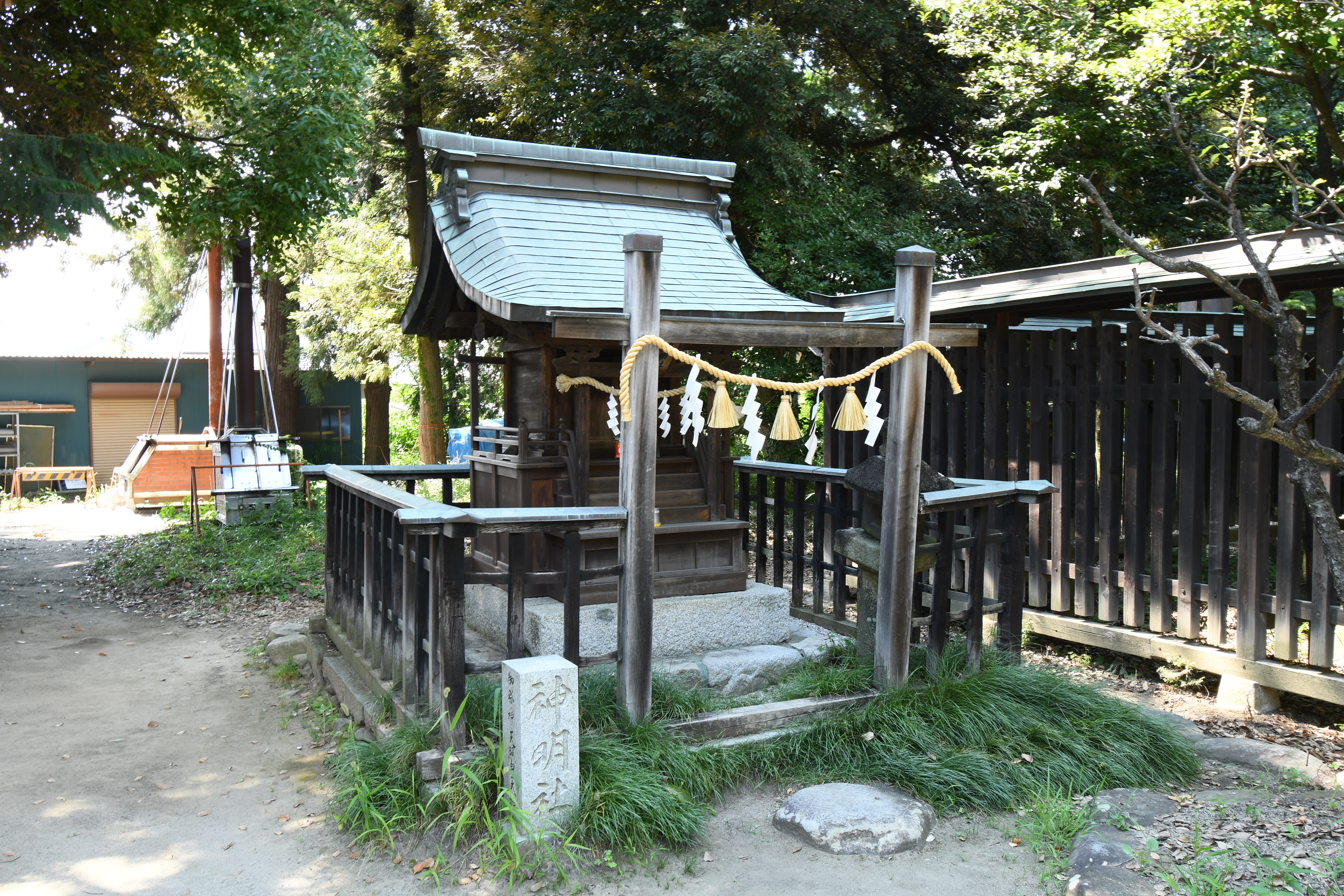
神明社
境外末社 天神社

## 祭事

### 大神幸祭
大神幸祭は、4月15日の例大祭催行後に行われる祭。通称「おみゆきさん」。古くは甲斐国第一の大祭とされていた。詳しくは「信玄堤#信玄堤竜王河原宿と御幸祭」を参照。
甲斐国が度々大洪水に見舞われることにより始まった川除祭（水防祭）で、竜王三社神社（信玄堤上）に神輿が渡御する。かつては4月第2亥の日に竜王三社神社へ（夏御幸）、11月第2亥の日に石田三社神社へ（冬御幸）の渡御であった。一宮の当社とともに二宮の美和神社・三宮の玉諸神社が参加する（明治以降近年までは当社のみであった）。なお、社伝では天長2年（825年）以降行われてきたとされるが、実際には永禄年間（1558年-1570年）以降に始まったと考えられている。

## 文化財

### 重要文化財（国指定）
- 紺紙金泥般若心経（こんしきんでいはんにゃしんきょう）（書跡）
戦国時代の1541年（天文10年）に後奈良天皇が安寧祈願のため諸国一宮への奉納を企図した般若心経。実際に奉納が行われているのは24か国で、甲斐を含め7か国で現存している。包紙の墨書によれば本経は天文19年（1550年）に聖護院門跡の道澄により甲斐へもたらされ、甲斐守護武田晴信（信玄）により一宮へ奉納された。1905年（明治38年）4月4日指定。
- 摂社山宮神社本殿 附 棟札4枚（建造物）
旧社地（飛び地）に所在。1907年（明治40年）8月28日指定。

### 山梨県指定文化財
- 有形文化財
  - 太刀 銘国次（工芸品） - 武田信玄奉納と伝わる。1965年（昭和40年）5月13日指定。
  - 太刀 銘 一徳斉助則 - 1972年（昭和47年）1月27日指定。
- 天然記念物
  - 一宮浅間神社の夫婦ウメ - 1960年（昭和35年）11月7日指定。

### 笛吹市指定文化財
- 有形文化財
  - 拝殿 附 旧材1枚（建造物）
  - 武田信玄公和歌短冊（書跡）
- 天然記念物
  - 山宮神社の夫婦杉

## 現地情報
所在地
- 山梨県笛吹市一宮町一宮1684

交通アクセス
- 鉄道：JR東日本中央本線 山梨市駅（徒歩約60分またはタクシー約10分）
- 高速バス：バスタ新宿から、中央高速バスで「一宮」バス停下車（徒歩10分）
- 車
  - 中央自動車道 勝沼ICから5分、「石」信号右折
  - 甲府方面から、「一宮浅間神社入口」左折

周辺
- 甲斐奈神社 - 推定甲斐国総社。
- 甲斐国分寺跡
- 甲斐国分尼寺跡